# Убідь
У́бідь — річка в Україні, в Чернігівській області. Права притока Десни (басейн Дніпра).

## Географія
Довжина 106 км. Площа водозбірного басейну 1 310 км². Похил річки 0,7 м/км. Долина нечітка, завширшки 2,5 км. Заплава вкрита лучною рослинністю, завширшки до 1 км, на правому березі почасти заболочена. Річище помірно звивисте, завширшки 7—10 м, дно замулене, поширена водяна рослинність. Використовується на господарські потреби, як водоприймач осушувальної системи. Річка протікає по відкритій рівнині з незначними вигинами. Перебіг річки спокійний, ями, мілини, острови і пороги відсутні. Повінь з початку квітня до початку травня, підйом води в цей час становить, в основному, не більше двох метрів, проте біля міста Сосниця може бути більше.
Бере початок біля села Березова Гать. Тече по території Новгород-Сіверського та Корюківського районів. Після міста Сосниця Убідь повертає на південь, потім розгалужується на три рукави: Убідь, Біленьке і В`юнку. Всі вони впадають в Десну. Але кожне коліно з цих рукавів має свою назву: Брітановка, Могилки, Коноплянка, Чепеліха, Приж та ін. Тут багато глибоких місць - ям, наприклад: Безодня, Сахарна тощо. Убідь річка рибна. У ній водяться соми, лящі, щуки, окуні, густера, червоноперки, язи і ін.

## Притоки
- Кистер, Канава, Журавка, Свіра, Вербка, Пісня (ліві);
- Бобрик, Олешня, Рівчак, Волинка (праві).

## Згадки в історично-топографічних працях
Російський генерал, топограф Ємельян фот Руге у праці 1844 року: "Сведения об удобствах квартирного размещения всех родов войск в пределах Российской империи и квартирные карты губерний и областей"  писав про Убідь: "берега цієї річки прилягають до низинних та часто болотистих місць і не прохідних місць, які заросли дрібним чагарником; розлив води весною простягається до 30 сажнів"

## Етимологія
Стосовно структури назви логічно зіставити її з серб. Dв, родовий відмінок серб. Dва, завдяки чому в назві «Убідь» виділяється фінальне «-ідь». Гадають, що до ряду фонетично подібних можна віднести «У́блю», нині «У́блянка» — права притока Ужа (басейн Тиси), яка постала з серб. Уб-j-а. Сучасна назва «Ублянка» утворилася від основи за допомогою суфікса «-янка».

## Легенда
Вода з річки Убідь
Діялося це у XVIII столітті. Проїжджала нашим селом цариця Катерина. Захотілося їй води напитися. Принесли слуги з придорожньої криниці води, та не до смаку вона була цариці. Бідні слуги не знали, як їй догодити. Та ось один селянин зачерпнув води з річки Убідь.
І такою смачною вона виявилася, що цариця наказала щоранку їй привозити убідську воду аж в Санкт-Петербург.